# Poltys columnaris
Poltys columnaris är en spindelart som beskrevs av Tord Tamerlan Teodor Thorell 1890. Poltys columnaris ingår i släktet Poltys och familjen hjulspindlar. Inga underarter finns listade i Catalogue of Life.